# Jeux des États fédérés de Micronésie
Ne doit pas être confondu avec Jeux de la Micronésie.
Les Jeux des États fédérés de Micronésie sont une compétition multisports réservée aux citoyens des quatre États des États fédérés de Micronésie, Chuuk, Kosrae, Pohnpei, Yap. Chacun d'eux envoi sa propre délégation.

## Histoire
L'idée d'un Championnat national des sports a été favorisée par le Congrès de Micronésie et mise en place par le Comité national olympique des États fédérés de Micronésie (FSMNOC). La première édition se déroule en 1995 sur l'île de Pohnpei et rassemble 800 athlètes et entraîneurs dans douze sports. 
La deuxième édition se tient deux ans plus tard du 15 au 25 juillet dans l'île de Kosrae. Environ 1 000 concurrents et entraîneurs y prennent part dans treize sports. Les Jeux sont ouverts par le président par intérim de la Micronésie Jacob Nena. Le coût d'une telle organisation sportive étant très élevé, il est décidé d'organiser à l'avenir la compétition tous les quatre ans. 
La troisième édition se déroule dans l'archipel de Yap mais il n'y en aura pas de suivante. Les 800 athlètes concourent dans douze sports. L'haltérophile Manuel Minginfel, compétiteur aux Jeux olympiques de 2000 à Sydney en Australie et multi-médaillé au niveau continental, est choisi pour porter la flamme lors du dernier relais au moment de la cérémonie d'ouverture et pour allumer la torche.
Il est envisagé jusqu'en 2011 de réorganiser en 2012 des Jeux des États fédérés de Micronésie mais le projet ne se concrétise pas.

## Disciplines
Les disciplines pratiquées lors de la troisième édition sont l'athlétisme, le baseball, le basketball, la course de Va'a (canoë à balancier), le micronesian all around, le softball, le football, la pêche sous-marine, le tennis, le volleyball, l'haltérophilie et la lutte. Le football y fait sa seule apparition. Le tennis de table était présent lors de la première et de la deuxième édition.

## Principaux résultats
En athlétisme, lors de la première édition en 1995, le pohnpéien Rendius Germinaro termine premier du 10 000 m et deuxième du 1 500 m, du 5 000 m et du marathon. En 1997, il conquiert l'or sur les quatre distances. Il obtient l'or sur le marathon et le bronze sur le 400 m haies en 2001. Également originaire de l'état de Pohnpei, Rita Epina, considérée comme la sprinteuse la plus rapide de l'histoire de Pohnpei, franchit la ligne en première position sur le 100 m et le 200 m. Son compatriote Strickson Anson remporte en 1997 l'or sur le 400 m, le 4 000 m et le relais 4 x 400 m. En 2001, Keitani Graham, célèbre sportif multisport de Chuuk, obtient l'or sur le pentatlon.
En canoë, en 2001, le yapais Larry Uwelur s'adjuge l'or sur le 500 m et l'argent sur le 1 500 m. Il est également médaillé d'or en lutte gréco-romaine dans la catégorie des moins de 75 kg et est désigné meilleur lutteur des Jeux. La même année, Kun A. Killin de Kosrae conquiert l'or en lutte libre et en lutte gréco-romaine en moins de 120 kg.
En tennis, Maker Palsis, habitant de Kosrae, a remporté le tournoi masculin, le double messieurs et le tournoi par équipe en 1995, mais aussi le double messieurs en 1997. Son compatriote Sterling Skilling a obtenu l'argent sur le double messieurs et le double mixte en 1995 et l'argent par équipe en 2001. Bryan Issac de Pohnpei termine second du simple messieurs en 1995 et 1997 et premier par équipe en 2001.
L'haltérophile Manuel Minginfel a remporté trois médailles d'or dans la catégorie de poids des moins de 54 kg en 1995 et trois autres en moins de 56 kg lors des éditions de 1997 et 2001.
Kosrae a terminé deuxième du tournoi de baseball en 1995 et 1997. 
En basketball, l'équipe de Pohnpei est première en 1995 et 1997 devant celle de Chuuk. Elle est dépossédée de son titre par l'équipe de Kosrae en 2001, les chuukois terminant troisième.
En Softball, Pohnpei termine premier en 1995. Deux ans plus tard, l'équipe de Chuuk termine seconde.
En 2001, la compétition de football comporte une phase de groupe que l'équipe de l'État de Yap domine en battant Chuuk par 5 buts à 0 et en concédant le nul 1 partout face à Pohnpei. Chuuk bat Pohnpei 2 à 1. L'État de Kosrae n'a pas inscrit d'équipe dans la compétition, le football n'y étant pas organisé. La finale se joue entre Yap et Chuuk. Après un premier match sans but, Yap s'adjuge la compétition en marquant un but lors du match d'appoint.
Le tournoi de volley-ball est remporté par l'équipe de Yap en 2001.